# 阿尔德门
阿尔德門（Aldgate）在历史上曾是伦敦城墙上最东面的城门，从伦敦市通往白教堂和伦敦东区。现在它是一个选区的名称。北到白肯尼特街（White Kennet Street），南到十字修士街（Crutched Friars），包括两条伦敦市的主要交通要道利德贺街和芬丘奇街（Fenchurch Street），两条街在东端合为短街阿尔德門，再连接阿尔德門大街（Aldgate High Street）。这条路位于查令十字以东偏北2.3英里（4）。 
在约翰·卡斯的学校有一个牌匾，记录了昔日伦敦城墙的所在位置，位于阿尔德門街的北侧。